# Elecciones provinciales de Buenos Aires de 1987
Las elecciones generales de la provincia de Buenos Aires de 1987 tuvieron lugar el domingo 6 de septiembre del mencionado año con el objetivo de renovar las instituciones provinciales, y se realizaron al mismo tiempo que las elecciones legislativas a nivel nacional. Se debía elegir al Gobernador y Vicegobernador, y renovar 23 de los 46 escaños del Senado Provincial, y 46 de los 92 escaños de la Cámara de Diputados, conformando los poderes ejecutivo y legislativo de la provincia para el período 1987-1991. Al mismo tiempo fueron renovadas las 126 intendencias de todos los partidos que componían la provincia y se renovó la mitad o el total de los Concejos Deliberantes.
Estos comicios se realizaron en el marco del profundo debilitamiento sufrido por el gobierno de Raúl Alfonsín, de la Unión Cívica Radical (UCR), debido a las dificultades económicas que atravesaba el país y a dos leyes impopulares (la Ley de Obediencia Debida y la Ley de Punto Final) conocidas como las "leyes de impunidad", que pusieron fin a los procesos judiciales en contra de los militares partícipes en el terrorismo de Estado cometido durante la dictadura militar autodenominada Proceso de Reorganización Nacional. En ese marco, Antonio Cafiero, del opositor Partido Justicialista (PJ) y apoyado por el Frente Justicialista Renovador (FREJURE), resultó elegido gobernador por holgado margen del 46.48% de los votos contra el 39.66% obtenido por el oficialista Juan Manuel Casella, apoyado por el alfonsinismo y por el gobernador saliente, Alejandro Armendáriz. En tercer lugar, Federico Clerici, de la Unión del Centro Democrático (UCeDé), obtuvo el 4.83% , seguido del intransigente Mariano Lorences. La participación electoral fue del 86.31% del electorado registrado.
Sin embargo, el plano legislativo fue diferente. Aunque el PJ obtuvo 12 de las 23 bancas senatoriales en disputa, contra 11 de la UCR, el radicalismo conservó la mayoría absoluta en el Senado gracias a su aplastante resultado de 1985, con 27 bancas contra 19. En la Cámara de Diputados, la UCR obtuvo 23 bancas contra 21 del justicialismo y dos de la UCeDé, conservando la mitad de la cámara. El Partido Intransigente (PI), que había logrado cuatro bancas en las anteriores elecciones, no repitió su resultado y no consiguió nueva representación. En el plano municipal, el peronismo obtuvo 62 intendencias contra 59 del radicalismo, dos de la intransigencia, y uno de la coalición Unidad Socialista (US). Dos partidos, Adolfo Gonzales Chaves y Tigre fueron ganados por partidos comunales, la Unión Vecinal de González Chaves y la Acción Comunal de Tigre, respectivamente. Los cargos electos asumieron el 10 de diciembre. La victoria peronista puso fin a los cuatro años de predominio radical, y abrió casi tres décadas de hegemonía del PJ sobre la provincia de Buenos Aires, no interrumpidos hasta 2015.

## Antecedentes
La provincia de Buenos Aires es, por amplia diferencia, el distrito más poblado de la República Argentina, y alberga por sí sola a un 38% del electorado registrado del país, lo que la convierte en un distrito clave y casi completamente definitorio para los procesos electorales argentinos. A día de hoy, solo tres candidatos (Hipólito Yrigoyen en 1916, Mauricio Macri en 2015 y Javier Milei en 2023) han sido elegidos para el cargo de presidente de la Nación Argentina sin haber triunfado en la provincia de Buenos Aires. Del mismo modo, ganar y retener la gobernación bonaerense se considera clave para la estabilidad de cualquier gobierno electo. Al igual que en el resto de los territorios del país, el distrito bonaerense se vio intervenido durante la dictadura militar autodenominada Proceso de Reorganización Nacional, que gobernó el país durante casi ocho años entre el golpe de Estado del 24 de marzo de 1976, y finales de 1983, cuando finalmente el régimen colapsó tras su derrota en la guerra de las Malvinas, lo que forzó una apresurada transición democrática. En ese contexto, la Unión Cívica Radical (UCR) obtuvo una amplia victoria en las elecciones nacionales, incluyendo en Buenos Aires, con Alejandro Armendáriz como candidato, en sintonía con Raúl Alfonsín, quien fue elegido presidente.
Durante el gobierno de Alfonsín, Argentina debió afrontar severas crisis, con planteos militares, dificultades económicas heredadas de la dictadura, y sucesivos paros generales encabezados por los sindicatos peronistas, relacionados con el Partido Justicialista (PJ). La provincia fue escenario de muchas de estas cuestiones. Simultáneamente, en 1986, Alfonsín lanzó el Plan para una Segunda República Argentina, que incluía, además de una profunda reforma constitucional, el traslado de la capital a la ciudad de Viedma, entonces capital de la provincia de Río Negro, también gobernadada por el radicalismo, y la constitución de una "Provincia del Río de la Plata" en el territorio de la ciudad de Buenos Aires sumando el conurbano bonaerense. Este plan solo era posible con el control de ambas provincias y una mayoría en la Cámara de Diputados de la Nación, (el Senado estaba bajo control justicialista desde la restauración constitucional por haber ganado la mayoría de las elecciones provinciales). Eso convirtió a la elección de medio término de 1987, en la que también se renovarían todos los gobiernos provinciales, en unos comicios clave de cara a este plan, y de cara a las elecciones presidenciales de 1989.
A partir de 1986, el gobierno radical ya empezaba a dar muestras de agotamiento debido a las dificultades económicas, y la mala relación con los sindicatos y las Fuerzas Armadas. Durante la Pascua de 1987, meses antes de las elecciones, se produjo un motín militar encabezado por el teniente Aldo Rico, en Campo de Mayo, Provincia de Buenos Aires. Los amotinados, denominados Carapintadas, exigían el cese de los juicios contra los militares acusados de crímenes de lesa humanidad, al poco tiempo de haberse aprobado la Ley de Punto Final, que establecía la caducidad de la acción penal (prescripción) contra los imputados como autores penalmente responsables de haber cometido el delito complejo de desaparición forzada de personas. Luego de varios días de incertidumbre, ante la incapacidad de Alfonsín de sofocar la rebelión por falta de subordinación suficiente, el asunto se resolvió debido al rechazo casi absoluto de la élite política y de la población civil, dejando a los militares sin apoyo alguno. El propio Alfonsín se dirigió desarmado al Campo de Mayo a exigir la rendición, lo cual fue visto como un acto de debilidad política. Si bien finalmente los amotinados se rindieron y se entregaron, este escenario, sumado a la aprobación de la Ley de Obediencia Debida de vida poco después, socavó severamente la popularidad del gobierno radical.
Sin embargo, lo que más afectó a la UCR de cara a las elecciones legislativas y provinciales fue el campo económico. El Plan Austral de 1985 había contribuido a una recuperación económica leve en 1986; pero las frecuentes congelaciones salariales ordenadas por el ministro de Economía, Juan Sourrouille, impidieron que los salarios reales subieran, y el PIB permaneció por debajo de su máximo de 1980, en cualquier caso. Una fuerte caída en los precios mundiales de los productos básicos había evaporado el superávit comercial de 4 mil millones de US$ en 1987, y los pagos de intereses de la deuda externa solo podrían financiarse con más deuda pública, lo que ayudaría a reducir a la mitad el valor del austral argentino después de mayo. La inflación (4% mensual en mayo) aumentó a 14% en agosto, y aunque el PIB creció modestamente, los salarios reales cayeron alrededor de 8%.

## Candidaturas
Después de su derrota en 1983, el Partido Justicialista (PJ) comenzó a atravesar un profundo proceso de cambio interno, que posteriormente se describiría en el campo histórico como la "Renovación Peronista". En este marco, las elecciones legislativas de medio término de 1985, además de ser un plebiscito sobre el gobierno de Alfonsín, sirvieron como una suerte de interna peronista. El sector "renovador" era liderado por Antonio Cafiero, presidente del partido desde febrero de 1985, mientras que el sector "ortodoxo" era liderado por Herminio Iglesias, candidato derrotado por Armendáriz en 1983. Ambos encabezaron listas separadas para la Cámara de Diputados en Buenos Aires, al mismo tiempo que se conformaban listas separadas en todas las provincias. Aunque esto prácticamente significó un monocolor radical en las elecciones, ganando en casi todos los distritos y arrebatando incluso la mayoría al justicialismo gobernante en varias legislaturas provinciales, los comicios consolidaron al sector renovador, que quedó en segundo lugar detrás del radicalismo, y Cafiero se perfiló como líder indiscutido del justicialismo. Cafiero defendía la transición del peronismo de un movimiento político hegemónico basado en los sindicatos a un partido político común y corriente dentro de una poliarquía multipartidista. Esto significaba desligar al Partido Justicialista de las características que lo hacían parecer autoritario, como la falta de democracia interna, ya que el sector renovador consideraba que era precisamente el haber sostenido candidaturas impopulares ante el electorado la causa de la derrota peronista. Luego de una fuerte puja interna, Cafiero logró recibir la candidatura a gobernador de Buenos Aires por el partido y evitar un cisma que mantuviera la división.
Por su parte, la Unión Cívica Radical experimentó una dura interna entre varios sectores para escoger la candidatura. Finalmente, salió elegido el alfonsinista Juan Manuel Casella, que defendía fuertemente el proyecto político del presidente. Casella había sido elegido como diputado nacional por la provincia en 1983, pero había renunciado a su banca al cabo de un año para ocupar la cartera de Ministro de Trabajo de la Nación en el gobierno de Alfonsín.
Entre las demás fuerzas políticas participantes, la Unión del Centro Democrático (UCeDé), había empezado a tener acercamientos con otras fuerzas de carácter conservador para fundar una coalición de cara a las elecciones. Finalmente, se constituyó en la provincia la Alianza de Centro, que posteriormente se recrearía a nivel nacional. Además de la UCeDé, estaba compuesta por el Partido Demócrata Progresista (PDP), la Unión Conservadora (UC), y la Unión Cristiana Democrática (UCD). Dicha formación presentó la candidatura del liberal Federico Clerici para la gobernación, y presentó una lista legislativa unificada.

## Renovación legislativa
| Sección Electoral | Cámara de Diputados | Cámara de Diputados | Senado    | Senado    |
| Sección Electoral | Diputados           | A renovar           | Senadores | A renovar |
| ----------------- | ------------------- | ------------------- | --------- | --------- |
| 1                 | 15                  | 15                  | 8         | —         |
| 2                 | 11                  | —                   | 5         | 5         |
| 3                 | 18                  | —                   | 9         | 9         |
| 4                 | 14                  | 14                  | 7         | —         |
| 5                 | 11                  | 11                  | 5         | —         |
| 6                 | 11                  | —                   | 6         | 6         |
| 7                 | 6                   | 6                   | 3         | —         |
| 8 - Capital       | 6                   | —                   | 3         | 3         |
| Total             | 92                  | 46                  | 46        | 23        |

## Resultados

### Gobernador y Vicegobernador
|  | 46,48 % |

|  | 39,66 % |

|  | 4,83 % |

|  | 2,84 % |

|  | 1,68 % |

|  | 1,39 % |

|  | 0,96 % |

|  | 0,61 % |

|  | 0,46 % |

|  | 0,36 % |

|  | 0,34 % |

|  | 0,16 % |

|  | 0,13 % |

|  | 0,11 % |

|  | 97,80 % |

|  | 1,70 % |

|  | 0,50 % |

|  | 100 % |

|  | 86,30 % |

### Cámara de Diputados
|  | 43,60 % |

|  | 39,54 % |

|  | 6,36 % |

|  | 2,82 % |

|  | 1,65 % |

|  | 1,39 % |

|  | 1,27 % |

|  | 0,89 % |

|  | 0,79 % |

|  | 0,46 % |

|  | 0,37 % |

|  | 0,32 % |

|  | 0,17 % |

|  | 0,13 % |

|  | 0,13 % |

|  | 0,11 % |

|  | 97,25 % |

|  | 2,17 % |

|  | 0,57 % |

|  | 100 % |

#### Resultados por secciones electorales

Secciones electorales de Buenos Aires:
1º Sección
2º Sección
3º Sección
4º Sección
5º Sección
6º Sección
7º Sección
8º Sección/Capital

| 1ª Sección Electoral 15 Diputados | 1ª Sección Electoral 15 Diputados                                                                           | 1ª Sección Electoral 15 Diputados | 1ª Sección Electoral 15 Diputados | 1ª Sección Electoral 15 Diputados | 1ª Sección Electoral 15 Diputados |
| Partido/Alianza                   | Partido/Alianza                                                                                             | Votos                             | %                                 | Bancas                            | Electos |
| --------------------------------- | --- | --------------------------------- | --------------------------------- | --------------------------------- | --- |
|                                   | Frente Justicialista Renovador                                                                              | 904.501                           | 45,62                             | 7/15                              | Ver electos: - Raúl Othacehé - Jorge Alberto Rampoldi - Eduardo Mario Bustos - Alberto Samid - Daniel Osvaldo Castruccio - Daniel Ángel Sabatella - Santiago Aníbal Maggiotti                 |
|                                   | Unión Cívica Radical                                                                                        | 736.169                           | 37,13                             | 6/15                              | Ver electos: - Norberto Rodolfo García Silva - Héctor Roberto Dattoli - Horacio Ricardo Ravenna - Serafín Domingo Ciappesoni - Eduardo Santín - Joaquín Alberto Nogueira                      |
|                                   | Alianza de Centro                                                                                           | 140.092                           | 7,07                              | 2/15                              | - Julio Antonio Asseff - Ángel Oscar Valegra |
|                                   | Partido Intransigente                                                                                       | 61.828                            | 3,12                              |                                   | |
|                                   | Movimiento al Socialismo                                                                                    | 45.604                            | 2,30                              |                                   | |
|                                   | Frente Amplio de Liberación                                                                                 | 34.683                            | 1,75                              |                                   | |
|                                   | Unidad Socialista Ver partidos de la alianza: - Partido Socialista Popular - Partido Socialista Democrático | 16.188                            | 0,82                              |                                   | |
|                                   | Movimiento Unión Popular 17 de Octubre                                                                      | 9.691                             | 0,49                              |                                   | |
|                                   | Movimiento de Integración y Desarrollo                                                                      | 9.155                             | 0,46                              |                                   | |
|                                   | Partido Obrero                                                                                              | 8.044                             | 0,41                              |                                   | |
|                                   | Partido Conservador Autonomista                                                                             | 4.756                             | 0,24                              |                                   | |
|                                   | Alianza Patriótica                                                                                          | 3.276                             | 0,17                              |                                   | |
|                                   | Partido del Trabajo y del Pueblo                                                                            | 3.254                             | 0,16                              |                                   | |
|                                   | Confederación Laborista                                                                                     | 2.847                             | 0,14                              |                                   | |
|                                   | Movimiento Patriótico de Liberación                                                                         | 2.414                             | 0,12                              |                                   | |
| Votos positivos                   | Votos positivos                                                                                             | 1.982.502                         | 97,50                             |                                   | |
| Votos en blanco                   | Votos en blanco                                                                                             | 39.605                            | 1,95                              |                                   | |
| Votos nulos                       | Votos nulos                                                                                                 | 11.130                            | 0,55                              |                                   | |
| Total de votos                    | Total de votos                                                                                              | 2.033.237                         | 100                               |                                   | |
| 4ª Sección Electoral 14 Diputados | |                                   |                                   |                                   | |
| Partido/Alianza                   | Partido/Alianza                                                                                             | Votos                             | %                                 | Bancas                            | Electos |
|                                   | Unión Cívica Radical                                                                                        | 143.193                           | 43,39                             | 8/14                              | Ver electos: - Elio Arnaldo Torregiani - Claudio Juan Burtin - Carlos Jorge González - Gustavo Aldo Pera - Ricardo Alberto Tojo - Luis María Isasi - Ernesto Marcelo Elías - Luis Carlos Yuln |
|                                   | Frente Justicialista Renovador                                                                              | 141.241                           | 42,80                             | 6/14                              | Ver electos: - Luis Ángel Gutiérrez - Carlos Francisco Dellepiane - Abel Estévez - Carlos Miguel Díaz - Miguel Marcos Norberto de Riglos - Eduardo Rodríguez                                  |
|                                   | Alianza de Centro                                                                                           | 16.578                            | 5,02                              |                                   | |
|                                   | Partido Intransigente                                                                                       | 10.886                            | 3,30                              |                                   | |
|                                   | Movimiento de Integración y Desarrollo                                                                      | 6.178                             | 1,87                              |                                   | |
|                                   | Frente Amplio de Liberación                                                                                 | 2.594                             | 0,79                              |                                   | |
|                                   | Unidad Socialista Ver partidos de la alianza: - Partido Socialista Popular - Partido Socialista Democrático | 2.330                             | 0,71                              |                                   | |
|                                   | Partido Conservador Autonomista                                                                             | 2.318                             | 0,70                              |                                   | |
|                                   | Movimiento al Socialismo                                                                                    | 2.130                             | 0,65                              |                                   | |
|                                   | Movimiento Unión Popular 17 de Octubre                                                                      | 578                               | 0,18                              |                                   | |
|                                   | Alianza Patriótica                                                                                          | 564                               | 0,17                              |                                   | |
|                                   | Partido Obrero                                                                                              | 455                               | 0,14                              |                                   | |
|                                   | Partido del Trabajo y del Pueblo                                                                            | 341                               | 0,10                              |                                   | |
|                                   | Confederación Laborista                                                                                     | 314                               | 0,10                              |                                   | |
|                                   | Movimiento Patriótico de Liberación                                                                         | 276                               | 0,08                              |                                   | |
| Votos positivos                   | Votos positivos                                                                                             | 329.976                           | 97,81                             |                                   | |
| Votos en blanco                   | Votos en blanco                                                                                             | 6.413                             | 1,90                              |                                   | |
| Votos nulos                       | Votos nulos                                                                                                 | 965                               | 0,29                              |                                   | |
| Total de votos                    | Total de votos                                                                                              | 337.354                           | 100                               |                                   | |
| 5ª Sección Electoral 11 Diputados | |                                   |                                   |                                   | |
| Partido/Alianza                   | Partido/Alianza                                                                                             | Votos                             | %                                 | Bancas                            | Electos |
|                                   | Unión Cívica Radical                                                                                        | 247.599                           | 44,96                             | 6/11                              | Ver electos: - Antonio Raúl Prat - Roberto Emilio Félix Evangelista - Héctor Ricardo Olivera - Pablo Aníbal Sirochinsky - Gastón Ortiz Maldonado - Pedro Azcoiti                              |
|                                   | Frente Justicialista Renovador                                                                              | 200.836                           | 36,47                             | 5/11                              | Ver electos: - Roberto Mario Moulleron - Hugo Moyano - Juan Antonio Garivoto - Norberto Aníbal Fernandino - Julio César Cano                                                                  |
|                                   | Alianza de Centro                                                                                           | 28.365                            | 5,15                              |                                   | |
|                                   | Movimiento Línea Popular                                                                                    | 27.075                            | 4,92                              |                                   | |
|                                   | Unidad Socialista Ver partidos de la alianza: - Partido Socialista Popular - Partido Socialista Democrático | 18.084                            | 3,28                              |                                   | |
|                                   | Partido Intransigente                                                                                       | 11.378                            | 2,07                              |                                   | |
|                                   | Frente Amplio de Liberación                                                                                 | 4.138                             | 0,75                              |                                   | |
|                                   | Movimiento de Integración y Desarrollo                                                                      | 3.960                             | 0,72                              |                                   | |
|                                   | Partido Conservador Autonomista                                                                             | 3.095                             | 0,56                              |                                   | |
|                                   | Movimiento al Socialismo                                                                                    | 1.716                             | 0,31                              |                                   | |
|                                   | Alianza Patriótica                                                                                          | 1.011                             | 0,18                              |                                   | |
|                                   | Partido Obrero                                                                                              | 921                               | 0,17                              |                                   | |
|                                   | Movimiento Unión Popular 17 de Octubre                                                                      | 812                               | 0,15                              |                                   | |
|                                   | Movimiento Patriótico de Liberación                                                                         | 640                               | 0,12                              |                                   | |
|                                   | Confederación Laborista                                                                                     | 639                               | 0,12                              |                                   | |
|                                   | Partido del Trabajo y del Pueblo                                                                            | 486                               | 0,09                              |                                   | |
| Votos positivos                   | Votos positivos                                                                                             | 550.755                           | 96,12                             |                                   | |
| Votos en blanco                   | Votos en blanco                                                                                             | 17.162                            | 3,00                              |                                   | |
| Votos nulos                       | Votos nulos                                                                                                 | 5.063                             | 0,88                              |                                   | |
| Total de votos                    | Total de votos                                                                                              | 572.980                           | 100                               |                                   | |
| 7ª Sección Electoral 6 Diputados  | |                                   |                                   |                                   | |
| Partido/Alianza                   | Partido/Alianza                                                                                             | Votos                             | %                                 | Bancas                            | Electos |
|                                   | Frente Justicialista Renovador                                                                              | 74.441                            | 44,67                             | 3/6                               | Ver electos: - Isidoro Roberto Laso - Ramiro Hernando Vargas - Ricardo Alberto Sáenz |
|                                   | Unión Cívica Radical                                                                                        | 71.026                            | 42,62                             | 3/6                               | Ver electos: - Eduardo Esteban Malamud - Oscar Aníbal Rocco - Carlos Gorosito |
|                                   | Alianza de Centro                                                                                           | 7.814                             | 4,69                              |                                   | |
|                                   | Movimiento de Integración y Desarrollo                                                                      | 4.537                             | 2,72                              |                                   | |
|                                   | Partido Conservador Autonomista                                                                             | 3.653                             | 2,19                              |                                   | |
|                                   | Unidad Socialista Ver partidos de la alianza: - Partido Socialista Popular - Partido Socialista Democrático | 1.946                             | 1,17                              |                                   | |
|                                   | Partido Intransigente                                                                                       | 1.201                             | 0,72                              |                                   | |
|                                   | Frente Amplio de Liberación                                                                                 | 716                               | 0,43                              |                                   | |
|                                   | Movimiento al Socialismo                                                                                    | 595                               | 0,36                              |                                   | |
|                                   | Alianza Patriótica                                                                                          | 269                               | 0,16                              |                                   | |
|                                   | Partido Obrero                                                                                              | 211                               | 0,13                              |                                   | |
|                                   | Movimiento Patriótico de Liberación                                                                         | 118                               | 0,07                              |                                   | |
|                                   | Confederación Laborista                                                                                     | 107                               | 0,06                              |                                   | |
|                                   | Movimiento Unión Popular 17 de Octubre                                                                      | 7                                 | 0,00                              |                                   | |
|                                   | Partido del Trabajo y del Pueblo                                                                            | 6                                 | 0,00                              |                                   | |
| Votos positivos                   | Votos positivos                                                                                             | 166.647                           | 96,99                             |                                   | |
| Votos en blanco                   | Votos en blanco                                                                                             | 4.488                             | 2,61                              |                                   | |
| Votos nulos                       | Votos nulos                                                                                                 | 685                               | 0,40                              |                                   | |
| Total de votos                    | Total de votos                                                                                              | 171.820                           | 100                               |                                   | |

### Cámara de Senadores
|  | 47,98 % |

|  | 37,27 % |

|  | 4,62 % |

|  | 3,33 % |

|  | 1,93 % |

|  | 1,62 % |

|  | 1,02 % |

|  | 0,57 % |

|  | 0,50 % |

|  | 0,36 % |

|  | 0,33 % |

|  | 0,18 % |

|  | 0,16 % |

|  | 0,11 % |

|  | 0,04 % |

|  | 97,66 % |

|  | 1,84 % |

|  | 0,51 % |

|  | 100 % |

#### Resultados por secciones electorales
| 2ª Sección Electoral 5 Senadores         | 2ª Sección Electoral 5 Senadores                                                                            | 2ª Sección Electoral 5 Senadores | 2ª Sección Electoral 5 Senadores | 2ª Sección Electoral 5 Senadores | 2ª Sección Electoral 5 Senadores                                                                                             |
| Partido/Alianza                          | Partido/Alianza                                                                                             | Votos                            | %                                | Bancas                           | Electos |
| ---------------------------------------- | --- | -------------------------------- | -------------------------------- | -------------------------------- | --- |
|                                          | Frente Justicialista Renovador                                                                              | 149.783                          | 45,90                            | 3/5                              | Ver electos: - Rafael Edgardo Roma - Alfredo Gerónimo Cossi - Horacio Victorio Casco                                         |
|                                          | Unión Cívica Radical                                                                                        | 132.496                          | 40,60                            | 2/5                              | - Eduardo Eugenio Rabellino - Juan Carlos Plana                                                                              |
|                                          | Alianza de Centro                                                                                           | 14.083                           | 4,32                             |                                  | |
|                                          | Unidad Socialista Ver partidos de la alianza: - Partido Socialista Popular - Partido Socialista Democrático | 8.932                            | 2,74                             |                                  | |
|                                          | Partido Intransigente                                                                                       | 5.675                            | 1,74                             |                                  | |
|                                          | Frente Amplio de Liberación                                                                                 | 3.487                            | 1,07                             |                                  | |
|                                          | Movimiento de Integración y Desarrollo                                                                      | 3.276                            | 1,00                             |                                  | |
|                                          | Movimiento al Socialismo                                                                                    | 3.060                            | 0,94                             |                                  | |
|                                          | Partido Conservador Autonomista                                                                             | 1.480                            | 0,45                             |                                  | |
|                                          | Movimiento Unión Popular 17 de Octubre                                                                      | 1.244                            | 0,38                             |                                  | |
|                                          | Partido Obrero                                                                                              | 757                              | 0,23                             |                                  | |
|                                          | Alianza Patriótica                                                                                          | 672                              | 0,21                             |                                  | |
|                                          | Confederación Laborista                                                                                     | 508                              | 0,16                             |                                  | |
|                                          | Partido del Trabajo y del Pueblo                                                                            | 478                              | 0,15                             |                                  | |
|                                          | Movimiento Patriótico de Liberación                                                                         | 413                              | 0,13                             |                                  | |
| Votos positivos                          | Votos positivos                                                                                             | 326.344                          | 96,95                            |                                  | |
| Votos en blanco                          | Votos en blanco                                                                                             | 8.752                            | 2,60                             |                                  | |
| Votos nulos                              | Votos nulos                                                                                                 | 1.499                            | 0,45                             |                                  | |
| Total de votos                           | Total de votos                                                                                              | 336.595                          | 100                              |                                  | |
| 3ª Sección Electoral 9 Senadores         | |                                  |                                  |                                  | |
| Partido/Alianza                          | Partido/Alianza                                                                                             | Votos                            | %                                | Bancas                           | Electos |
|                                          | Frente Justicialista Renovador                                                                              | 1.018.016                        | 50,70                            | 5/9                              | Ver electos: - Antonio Ernesto Arcuri - Graciela Giannettasio - Dante Pedro Palladino - José María Rocca - Cayo Sotero Ayala |
|                                          | Unión Cívica Radical                                                                                        | 694.865                          | 34,60                            | 4/9                              | Ver electos: - Eduardo Julio Vides - Elbio Arandia - César Martuccia - Carlos Norberto Carena                                |
|                                          | Alianza de Centro                                                                                           | 80.095                           | 3,99                             |                                  | |
|                                          | Partido Intransigente                                                                                       | 69.927                           | 3,48                             |                                  | |
|                                          | Movimiento al Socialismo                                                                                    | 48.626                           | 2,42                             |                                  | |
|                                          | Frente Amplio de Liberación                                                                                 | 39.488                           | 1,97                             |                                  | |
|                                          | Unidad Socialista Ver partidos de la alianza: - Partido Socialista Popular - Partido Socialista Democrático | 15.476                           | 0,77                             |                                  | |
|                                          | Movimiento Unión Popular 17 de Octubre                                                                      | 14.168                           | 0,71                             |                                  | |
|                                          | Partido Obrero                                                                                              | 8.501                            | 0,42                             |                                  | |
|                                          | Movimiento de Integración y Desarrollo                                                                      | 6.482                            | 0,32                             |                                  | |
|                                          | Partido Conservador Autonomista                                                                             | 3.896                            | 0,19                             |                                  | |
|                                          | Partido del Trabajo y del Pueblo                                                                            | 3.526                            | 0,18                             |                                  | |
|                                          | Alianza Patriótica                                                                                          | 2.858                            | 0,14                             |                                  | |
|                                          | Movimiento Patriótico de Liberación                                                                         | 2.142                            | 0,11                             |                                  | |
| Votos positivos                          | Votos positivos                                                                                             | 2.008.066                        | 97,76                            |                                  | |
| Votos en blanco                          | Votos en blanco                                                                                             | 34.891                           | 1,70                             |                                  | |
| Votos nulos                              | Votos nulos                                                                                                 | 11.091                           | 0,54                             |                                  | |
| Total de votos                           | Total de votos                                                                                              | 2.054.048                        | 100                              |                                  | |
| 6ª Sección Electoral 6 Senadores         | |                                  |                                  |                                  | |
| Partido/Alianza                          | Partido/Alianza                                                                                             | Votos                            | %                                | Bancas                           | Electos |
|                                          | Unión Cívica Radical                                                                                        | 158.808                          | 42,91                            | 3/6                              | Ver electos: - José Fernando Carrizo Fierro - Héctor Nieto - Rolando Ernesto Maurel                                          |
|                                          | Frente Justicialista Renovador                                                                              | 152.375                          | 41,17                            | 3/6                              | Ver electos: - Roberto José Rodríguez - Alejandro Hugo Corvatta - Amalia Inés Proverbio de Polio                             |
|                                          | Alianza de Centro                                                                                           | 26.148                           | 7,07                             |                                  | |
|                                          | Partido Intransigente                                                                                       | 15.638                           | 4,23                             |                                  | |
|                                          | Movimiento de Integración y Desarrollo                                                                      | 3.645                            | 0,98                             |                                  | |
|                                          | Partido Conservador Autonomista                                                                             | 3.456                            | 0,93                             |                                  | |
|                                          | Unidad Socialista Ver partidos de la alianza: - Partido Socialista Popular - Partido Socialista Democrático | 2.516                            | 0,68                             |                                  | |
|                                          | Frente Amplio de Liberación                                                                                 | 2.210                            | 0,60                             |                                  | |
|                                          | Movimiento al Socialismo                                                                                    | 1.915                            | 0,52                             |                                  | |
|                                          | Alianza Patriótica                                                                                          | 842                              | 0,23                             |                                  | |
|                                          | Movimiento Unión Popular 17 de Octubre                                                                      | 609                              | 0,16                             |                                  | |
|                                          | Partido Obrero                                                                                              | 593                              | 0,16                             |                                  | |
|                                          | Partido del Trabajo y del Pueblo                                                                            | 545                              | 0,15                             |                                  | |
|                                          | Movimiento Patriótico de Liberación                                                                         | 444                              | 0,12                             |                                  | |
|                                          | Confederación Laborista                                                                                     | 343                              | 0,09                             |                                  | |
| Votos positivos                          | Votos positivos                                                                                             | 370.087                          | 97,39                            |                                  | |
| Votos en blanco                          | Votos en blanco                                                                                             | 8.367                            | 2,20                             |                                  | |
| Votos nulos                              | Votos nulos                                                                                                 | 1.562                            | 0,41                             |                                  | |
| Total de votos                           | Total de votos                                                                                              | 380.016                          | 100                              |                                  | |
| 8ª Sección Electoral/Capital 3 Senadores | |                                  |                                  |                                  | |
| Partido/Alianza                          | Partido/Alianza                                                                                             | Votos                            | %                                | Bancas                           | Electos |
|                                          | Unión Cívica Radical                                                                                        | 128.795                          | 44,85                            | 2/3                              | - Alberto Rivas - Carlos Alberto López                                                                                       |
|                                          | Frente Justicialista Renovador                                                                              | 115.095                          | 40,08                            | 1/3                              | - Carlos Mario D'Agostino |
|                                          | Alianza de Centro                                                                                           | 17.752                           | 6,18                             |                                  | |
|                                          | Partido Intransigente                                                                                       | 8.468                            | 2,95                             |                                  | |
|                                          | Movimiento al Socialismo                                                                                    | 4.020                            | 1,40                             |                                  | |
|                                          | Unidad Socialista Ver partidos de la alianza: - Partido Socialista Popular - Partido Socialista Democrático | 3.479                            | 1,21                             |                                  | |
|                                          | Frente Amplio de Liberación                                                                                 | 3.395                            | 1,18                             |                                  | |
|                                          | Movimiento de Integración y Desarrollo                                                                      | 1.573                            | 0,55                             |                                  | |
|                                          | Partido Conservador Autonomista                                                                             | 1.123                            | 0,39                             |                                  | |
|                                          | Movimiento Unión Popular 17 de Octubre                                                                      | 929                              | 0,32                             |                                  | |
|                                          | Partido Obrero                                                                                              | 849                              | 0,30                             |                                  | |
|                                          | Partido del Trabajo y del Pueblo                                                                            | 696                              | 0,24                             |                                  | |
|                                          | Alianza Patriótica                                                                                          | 441                              | 0,15                             |                                  | |
|                                          | Confederación Laborista                                                                                     | 344                              | 0,12                             |                                  | |
|                                          | Movimiento Patriótico de Liberación                                                                         | 228                              | 0,08                             |                                  | |
| Votos positivos                          | Votos positivos                                                                                             | 287.187                          | 98,09                            |                                  | |
| Votos en blanco                          | Votos en blanco                                                                                             | 4.246                            | 1,45                             |                                  | |
| Votos nulos                              | Votos nulos                                                                                                 | 1.334                            | 0,46                             |                                  | |
| Total de votos                           | Total de votos                                                                                              | 292.767                          | 100                              |                                  | |

## Elecciones municipales
Las elecciones municipales de la provincia de Buenos Aires de 1987 se realizaron el 6 de septiembre de 1987. Se eligieron 126 intendentes, concejales y consejeros escolares.
| Municipio                                               | Intendente electo                  | Partido | Partido                                      | Alianza | Alianza                        |
| ------------------------------------------------------- | ---------------------------------- | ------- | -------------------------------------------- | ------- | ------------------------------ |
| Adolfo Alsina                                           | Guillermo Narbaitz                 |         | Unión Cívica Radical                         |         | —                              |
| Adolfo Gonzales Chaves                                  | Aldo Osmar Pose                    |         | Unión Vecinal del Partido de Gonzales Chaves |         | Vecinalismo                    |
| Alberti                                                 | Raúl Roberto Vaccarezza R          |         | Unión Cívica Radical                         |         | —                              |
| Almirante Brown                                         | Jorge Antonio Villaverde           |         | Partido Justicialista                        |         | Frente Justicialista Renovador |
| Arrecifes                                               | Casimiro René Papini               |         | Unión Cívica Radical                         |         | —                              |
| Avellaneda                                              | Luis Raúl Sagol R                  |         | Unión Cívica Radical                         |         | —                              |
| Ayacucho                                                | Luis Alfredo Ilarregui             |         | Partido Justicialista                        |         | Frente Justicialista Renovador |
| Azul                                                    | Rubén César De Paula R             |         | Unión Cívica Radical                         |         | —                              |
| Bahía Blanca                                            | Juan Carlos Cabiron R              |         | Unión Cívica Radical                         |         | —                              |
| Balcarce                                                | Víctor Héctor Báez                 |         | Partido Justicialista                        |         | Frente Justicialista Renovador |
| Baradero                                                | Mario Pedro Valenti                |         | Unión Cívica Radical                         |         | —                              |
| Bartolomé Mitre                                         | Casimiro René Papini               |         | Unión Cívica Radical                         |         | —                              |
| Benito Juárez                                           | Juan Carlos Mortati                |         | Partido Justicialista                        |         | Frente Justicialista Renovador |
| Berazategui                                             | Juan José Mussi                    |         | Partido Justicialista                        |         | Frente Justicialista Renovador |
| Berisso                                                 | Juan Enrique Nadeff                |         | Partido Justicialista                        |         | Frente Justicialista Renovador |
| Bolívar                                                 | Julio César Ruiz                   |         | Unión Cívica Radical                         |         | —                              |
| Bragado                                                 | Ricardo Vicente Ienco R            |         | Partido Justicialista                        |         | Frente Justicialista Renovador |
| Brandsen                                                | Carlos José Castro                 |         | Partido Justicialista                        |         | Frente Justicialista Renovador |
| Campana (ver detalle)                                   | Calixto Bartolomé Dellepiane R     |         | Unión Cívica Radical                         |         | —                              |
| Cañuelas                                                | Jorge Claudio Domínguez R          |         | Unión Cívica Radical                         |         | —                              |
| Capitán Sarmiento                                       | Oscar Alberto Olives               |         | Unión Cívica Radical                         |         | —                              |
| Carlos Casares                                          | Pascual Ángel Rampi                |         | Partido Justicialista                        |         | Frente Justicialista Renovador |
| Carlos Tejedor                                          | Fernando José María Martínez       |         | Unión Cívica Radical                         |         | —                              |
| Carmen de Areco                                         | Santiago Luis Pignataro            |         | Partido Justicialista                        |         | Frente Justicialista Renovador |
| Castelli                                                | Moisés Eduardo Fontela             |         | Partido Justicialista                        |         | Frente Justicialista Renovador |
| Chacabuco                                               | Mario Oscar Lalla                  |         | Unión Cívica Radical                         |         | —                              |
| Chascomús                                               | Carlos César Garbizu               |         | Unión Cívica Radical                         |         | —                              |
| Chivilcoy                                               | Jorge Adalberto Juancorena         |         | Partido Justicialista                        |         | Frente Justicialista Renovador |
| Colón                                                   | Gerardo Alfredo Morales            |         | Unión Cívica Radical                         |         | —                              |
| Coronel Dorrego                                         | Osvaldo Aníbal Crego               |         | Unión Cívica Radical                         |         | —                              |
| Coronel Pringles                                        | Héctor Oscar Scavuzzo              |         | Partido Justicialista                        |         | Frente Justicialista Renovador |
| Coronel Rosales                                         | Néstor Alberto Giorno              |         | Partido Justicialista                        |         | Frente Justicialista Renovador |
| Coronel Suárez                                          | Domingo Nicolás Moccero R          |         | Partido Intransigente                        |         | —                              |
| Daireaux                                                | Jorge Omar Carlé                   |         | Unión Cívica Radical                         |         | —                              |
| Dolores                                                 | Juan Carlos Valente                |         | Unión Cívica Radical                         |         | —                              |
| Ensenada (ver detalle)                                  | Cirilo Nelson Caraballo            |         | Partido Justicialista                        |         | Frente Justicialista Renovador |
| Escobar (ver detalle)                                   | Fernando Argentino Valle           |         | Partido Justicialista                        |         | Frente Justicialista Renovador |
| Esteban Echeverría                                      | Luis Manuel Obarrio                |         | Partido Justicialista                        |         | Frente Justicialista Renovador |
| Exaltación de la Cruz                                   | Adalberto Cándido Aner R           |         | Unión Cívica Radical                         |         | —                              |
| Florencio Varela                                        | Julio Alberto Carpinetti R         |         | Partido Justicialista                        |         | Frente Justicialista Renovador |
| General Alvarado                                        | Enrique Marcelo Honores R          |         | Unión Cívica Radical                         |         | —                              |
| General Alvear                                          | Aldo Rubén Sivero                  |         | Partido Justicialista                        |         | Frente Justicialista Renovador |
| General Arenales                                        | Carlos Santiago Boo                |         | Partido Justicialista                        |         | Frente Justicialista Renovador |
| General Belgrano                                        | Ricardo Julio Callegari            |         | Partido Justicialista                        |         | Frente Justicialista Renovador |
| General Guido                                           | Néstor Aníbal Galarga              |         | Unión Cívica Radical                         |         | —                              |
| General La Madrid                                       | Orlando César Arroquy              |         | Unión Cívica Radical                         |         | —                              |
| General Las Heras                                       | Juan Carlos Caló                   |         | Partido Justicialista                        |         | Frente Justicialista Renovador |
| General Lavalle                                         | Eladio Delfor Zuetta R             |         | Unión Cívica Radical                         |         | —                              |
| General Madariaga                                       | Luis Emilio Romano                 |         | Unión Cívica Radical                         |         | —                              |
| General Paz                                             | Juan Carlos Veramendi R            |         | Partido Justicialista                        |         | Frente Justicialista Renovador |
| General Pinto (ver detalle)                             | Luis Alberto Bruni                 |         | Unión Cívica Radical                         |         | —                              |
| General Pueyrredón (ver detalle)                        | Ángel Roig R                       |         | Unión Cívica Radical                         |         | —                              |
| General Rodríguez                                       | Norberto Alfredo Landi             |         | Partido Justicialista                        |         | Frente Justicialista Renovador |
| General San Martín (ver detalle)                        | Carlos Ramón Brown                 |         | Partido Justicialista                        |         | Frente Justicialista Renovador |
| General Sarmiento (ver detalle)                         | Eduardo Alberto López              |         | Partido Justicialista                        |         | Frente Justicialista Renovador |
| General Viamonte                                        | Carmelo Antonio Cotroneo           |         | Partido Justicialista                        |         | Frente Justicialista Renovador |
| General Villegas                                        | Alberto Miguel Ballari R           |         | Unión Cívica Radical                         |         | —                              |
| Guaminí                                                 | Miguel Ángel García Mérida R       |         | Partido Justicialista                        |         | Frente Justicialista Renovador |
| Hipólito Yrigoyen                                       | Osvaldo Martín Arpigiani R         |         | Partido Justicialista                        |         | Frente Justicialista Renovador |
| Junín                                                   | Abel Paulino Miguel R              |         | Unión Cívica Radical                         |         | —                              |
| La Costa                                                | Juan de Jesús R                    |         | Partido Justicialista                        |         | Frente Justicialista Renovador |
| La Matanza (ver detalle)                                | Federico Pedro Russo R             |         | Partido Justicialista                        |         | Frente Justicialista Renovador |
| La Plata (ver detalle)                                  | Pablo Oscar Pinto                  |         | Unión Cívica Radical                         |         | —                              |
| Lanús                                                   | Manuel Quindimil R                 |         | Partido Justicialista                        |         | Frente Justicialista Renovador |
| Laprida                                                 | Alfredo Gabriel Irigoin R          |         | Unión Cívica Radical                         |         | —                              |
| Las Flores                                              | Antonio Ubaldo Lizarraga           |         | Unión Cívica Radical                         |         | —                              |
| Leandro N. Alem                                         | Emir Aldo Deguer                   |         | Unión Cívica Radical                         |         | —                              |
| Lincoln                                                 | Carlos Alberto Petroni             |         | Partido Intransigente                        |         | —                              |
| Lobería                                                 | Juan José Fioramonti R             |         | Unión Cívica Radical                         |         | —                              |
| Lobos                                                   | Humberto Hugo Maglione             |         | Unión Cívica Radical                         |         | —                              |
| Lomas de Zamora                                         | Hugo David Toledo                  |         | Partido Justicialista                        |         | Frente Justicialista Renovador |
| Luján                                                   | Miguel Ángel Prince                |         | Partido Justicialista                        |         | Frente Justicialista Renovador |
| Magdalena                                               | Luis Alberto Colabianchi           |         | Partido Justicialista                        |         | Frente Justicialista Renovador |
| Maipú                                                   | Horacio Miguel Morete R            |         | Unión Cívica Radical                         |         | —                              |
| Mar Chiquita                                            | Horacio Luis Marcelloni R          |         | Unión Cívica Radical                         |         | —                              |
| Marcos Paz                                              | Enrique Jaime Salzmann             |         | Partido Justicialista                        |         | Frente Justicialista Renovador |
| Mercedes                                                | Julio César Gioscio R              |         | Partido Justicialista                        |         | Frente Justicialista Renovador |
| Merlo                                                   | Gustavo Adolfo Green               |         | Partido Justicialista                        |         | Frente Justicialista Renovador |
| Monte                                                   | Alberto Felipe Arbizu              |         | Unión Cívica Radical                         |         | —                              |
| Monte Hermoso                                           | Alberto José Abraham               |         | Partido Justicialista                        |         | Frente Justicialista Renovador |
| Moreno                                                  | Ernesto Francisco Lombardi         |         | Partido Justicialista                        |         | Frente Justicialista Renovador |
| Morón                                                   | Juan Carlos Rousselot              |         | Partido Justicialista                        |         | Frente Justicialista Renovador |
| Navarro                                                 | Alfredo Castellari                 |         | Unión Cívica Radical                         |         | —                              |
| Necochea (ver detalle)                                  | Domingo José Taraborelli R         |         | Partido Justicialista                        |         | Frente Justicialista Renovador |
| Nueve de Julio                                          | Rodolfo Menéndez                   |         | Unión Cívica Radical                         |         | —                              |
| Olavarría                                               | Juan Manuel García                 |         | Partido Justicialista                        |         | Frente Justicialista Renovador |
| Patagones                                               | Carlos Nelson Arburua              |         | Unión Cívica Radical                         |         | —                              |
| Pehuajó                                                 | Julio Rodríguez R                  |         | Partido Justicialista                        |         | Frente Justicialista Renovador |
| Pellegrini                                              | Jorge Oscar Scoccia                |         | Partido Justicialista                        |         | Frente Justicialista Renovador |
| Pergamino                                               | Alcides Fidel Sequeiro             |         | Partido Justicialista                        |         | Frente Justicialista Renovador |
| Pila                                                    | Néstor Silvio Chesini              |         | Unión Cívica Radical                         |         | —                              |
| Pilar                                                   | Luis David Celestino Lagomarsino R |         | Partido Justicialista                        |         | Frente Justicialista Renovador |
| Pinamar                                                 | Francisco Pascual Scoganamillo     |         | Unión Cívica Radical                         |         | —                              |
| Puan                                                    | Hugo Ernesto Gutiérrez R           |         | Unión Cívica Radical                         |         | —                              |
| Quilmes                                                 | Eduardo Oscar Camaño               |         | Partido Justicialista                        |         | Frente Justicialista Renovador |
| Ramallo                                                 | Alejandro Pedro Ballester          |         | Partido Justicialista                        |         | Frente Justicialista Renovador |
| Rauch                                                   | Nicolás Alberto Sica               |         | Unión Cívica Radical                         |         | —                              |
| Rivadavia                                               | Héctor Luis Trucco                 |         | Partido Justicialista                        |         | Frente Justicialista Renovador |
| Rojas                                                   | Marcelo Patricio Gear R            |         | Unión Cívica Radical                         |         | —                              |
| Roque Pérez                                             | Jorge Jesús Cravero                |         | Unión Cívica Radical                         |         | —                              |
| Saavedra                                                | Luis Roberto Ripani                |         | Partido Justicialista                        |         | Frente Justicialista Renovador |
| Saladillo                                               | Francisco José Ferro R             |         | Unión Cívica Radical                         |         | —                              |
| Salliqueló                                              | Adalberto Edgardo Breser           |         | Partido Justicialista                        |         | Frente Justicialista Renovador |
| Salto                                                   | Victorio Carlos Migliaro           |         | Partido Justicialista                        |         | Frente Justicialista Renovador |
| San Andrés de Giles                                     | Aldo Hugo Nascimbene               |         | Unión Cívica Radical                         |         | —                              |
| San Antonio de Areco                                    | Teodoro Gerónimo Domínguez R       |         | Unión Cívica Radical                         |         | —                              |
| San Cayetano                                            | Tomás Arnaldo Visciarelli          |         | Partido Justicialista                        |         | Frente Justicialista Renovador |
| San Fernando (ver detalle)                              | Alfredo Ramón Viviant R            |         | Partido Justicialista                        |         | Frente Justicialista Renovador |
| San Isidro (ver detalle)                                | Melchor Ángel Posse R              |         | Unión Cívica Radical                         |         | —                              |
| San Nicolás                                             | Eduardo Luis Di Rocco              |         | Partido Justicialista                        |         | Frente Justicialista Renovador |
| San Pedro                                               | Juan José Sánchez                  |         | Unión Cívica Radical                         |         | —                              |
| San Vicente                                             | Carlos Alberto Mereles R           |         | Partido Justicialista                        |         | Frente Justicialista Renovador |
| Suipacha                                                | Miguel Kevin Geoghegan R           |         | Unión Cívica Radical                         |         | —                              |
| Tandil                                                  | Nicolás José Emilio Pizzorno       |         | Partido Justicialista                        |         | Frente Justicialista Renovador |
| Tapalqué                                                | Heriberto Miguel Tavella           |         | Unión Cívica Radical                         |         | —                              |
| Tigre (ver detalle)                                     | Ricardo José Ubieto                |         | Acción Comunal del Partido de Tigre          |         | Vecinalismo                    |
| Tordillo                                                | Juan Ismael Ferrari R              |         | Unión Cívica Radical                         |         | —                              |
| Tornquist                                               | María Luisa Kugler                 |         | Unión Cívica Radical                         |         | —                              |
| Trenque Lauquen                                         | Jorge Alberto Barracchia           |         | Unión Cívica Radical                         |         | —                              |
| Tres Arroyos                                            | Raúl Correa                        |         | Partido Justicialista                        |         | Frente Justicialista Renovador |
| Tres de Febrero (ver detalle)                           | Jorge Norberto Mangas              |         | Partido Justicialista                        |         | Frente Justicialista Renovador |
| Tres Lomas                                              | Miguel Ángel Sei                   |         | Partido Justicialista                        |         | Frente Justicialista Renovador |
| Veinticinco de Mayo                                     | Pedro Pérez Irigoyen               |         | Unión Cívica Radical                         |         | —                              |
| Vicente López (ver detalle)                             | Enrique García                     |         | Unión Cívica Radical                         |         | —                              |
| Villa Gesell                                            | José Luis Fernández Heredia        |         | Unión Cívica Radical                         |         | —                              |
| Villarino                                               | Amadeo Augusto Stefanelli          |         | Partido Justicialista                        |         | Frente Justicialista Renovador |
| Zárate (ver detalle)                                    | Aldo Luis Arrighi R                |         | Partido Socialista Democrático               |         | Unidad Socialista              |
| R: Reelecto                                             |                                    |         |                                              |         |                                |
| Fuente: Junta Electoral de la Provincia de Buenos Aires |                                    |         |                                              |         |                                |